# اورانیوم
اورانیُم یا اورانیوم (به انگلیسی: Uranium) یکی از عنصرهای شیمیایی است که عدد اتمی آن ۹۲ و نشانه آن U است. اورانیوم شناخته شده‌ترین فلز پرتوزا است که یکی از ایزوتوپ‌های آن در تهیه سوخت در نیروگاه‌های اتمی استفاده می‌شود. اورانیوم فلزی نقره‌ای-خاکستری رنگ است که جزئی از خانواده آکتینیدها محسوب می‌شود. یک اتم اورانیوم دارای ۹۲ پروتون و ۹۲ الکترون است که شش مورد از این الکترون‌ها، به‌عنوان الکترون ظرفیت درنظر گرفته می‌شوند. چون ایزوتوپهای اورانیوم ناپایدار هستند، به‌طوری که نیمه‌عمر ایزوتوپ‌های طبیعی آن بین ۱۵۹۲۰۰ سال تا ۴٫۵ میلیارد سال است، این عنصر دارای خصلت ضعیف رادیواکتیو است. متداول‌ترین ایزوتوپ‌های اورانیوم طبیعی، اورانیم-۲۳۸ (دارای ۱۴۶ نوترون و تشکیل دهنده بیش از ۹۹ درصد از اورانیوم موجود روی زمین) و اورانیوم-۲۳۵ (دارای ۱۴۳ نوترون و تشکیل دهنده حدود ۰٫۷۲ درصد از اورانیوم موجود روی زمین) هستند. اورانیوم در میان نوکلیدهای دیرینه دارای بالاترین جرم اتمی است. چگالی اورانیوم در حدود ۷۰ درصد چگالی سرب و کمی کمتر از طلا یا تنگستن است. اورانیوم به‌صورت طبیعی و در مقادیر بسیار کم در حدود چند قسمت در میلیون (ppm) در خاک، سنگ‌ها و آب وجود دارد ولی به‌صورت تجاری از کانی‌های معدنی مانند اورانینیت استخراج می‌شود.
در طبیعت، اورانیوم به‌صورت اورانیوم-۲۳۸ (فراوانی ۹۹٫۲۷۵۲–۹۹٫۲۷۳۹ درصد) و اورانیوم-۲۳۵ (فراوانی ۰٫۷۲۰۲–۰٫۷۱۹۸ درصد) و همچنین در مقادیر بسیار اندک به‌شکل اورانیوم-۲۳۴ (فراوانی ۰٫۰۰۵۹–۰٫۰۰۵۰ درصد) یافت می‌شود. اورانیوم با انتشار ذره آلفا، به آرامی دچار واپاشی هسته‌ای می‌شود. نیمه‌عمر اورانیوم-۲۳۸ حدود ۴٫۴۷ میلیارد سال و نیمه‌عمر اورانیوم-۲۳۵ برابر ۷۰۴ میلیون سال است که این موضوع موجب می‌شود از این عناصر در تعیین عمرسنجی زمین استفاده شوند.
بسیاری از کاربردهای امروزی اورانیوم، در خواص منحصر به‌فرد هسته‌ای آن خلاصه می‌شود. اورانیوم-۲۳۵ تنها عنصر طبیعی موجود است که دارای ایزوتوپ‌های شکافت‌پذیر است که این خصلت موجب می‌شود از آن به‌صورت گسترده در نیروگاه هسته‌ای و سلاح‌های هسته‌ای استفاده شود. با این‌حال، به‌علت این‌که مقادیر ناچیزی از آن در طبیعت یافت می‌شود، نیاز است که تحت فرایندی موسوم به غنی‌سازی اورانیوم غنا و غلظت آن برای استفاده در نیروگاه‌های هسته‌ای، افزایش داده شود. امکان شکافتن اورانیوم-۲۳۸ توسط نوترون‌های پرسرعت وجود دارد و همچنین این ایزوتوپ اصطلاحاً ماده بارور خوانده می‌شود، به این معنی که توانایی تبدیل شدن به ایزوتوپ پلوتونیوم-۲۳۹ شکافت‌پذیر در یک رآکتور هسته‌ای را دارد. ایزوتوپ شکافت‌پذیر دیگر اورانیوم، ایزوتوپ اورانیوم-۲۳۳ است که امکان تولید آن با استفاده از توریم طبیعی وجود دارد و در صنعت هسته‌ای دارای اهمیت است. اورانیوم-۲۳۸ دارای سطح مقطع شکاف بالاتری برای نوترون‌های با سرعت آهسته است. در غلظت‌های کافی، این ایزوتوپ‌ها موجود شکل‌گیری و حفظ یک واکنش زنجیره‌ای هسته‌ای می‌شوند. این واکنش‌ها موجب ایجاد گرما در رآکتورهای هسته‌ای و مواد شکافت‌پذیر برای سلاح‌های هسته‌ای می‌شوند. اورانیوم ضعیف‌شده (۲۳۸U) در تولید نفوذ کننده انرژی جنبشی و وسایل نقلیه زره‌پوش استفاده می‌شود. اورانیوم به‌عنوان خنک‌کننده در شیشه‌های اورانیومی استفاده می‌شود که منجر به ایجاد رنگی رزد تا سبز در آنها می‌شود. شیشه اورانیومی در نور فرابنفش، با انجام فلورسنس، تولید نور سبز رنگ می‌نماید. همچنین قبلاً، از اورانیوم برای ایجاد سایه و ته‌رنگ در عکاسی استفاده شده‌است.
کشف اورانیوم در سنگ‌های معدن اورانینیت در سال ۱۷۸۹ به مارتین هاینریش کلاپروت نسبت داده می‌شود، فردی که نام این عنصر را از نام سیاره اورانوس که در آن زمان به تازگی کشف شده بود، انتخاب کرد. یوجین-میشل پلیگات اولین کسی بود که موفق به جداسازی اورانیوم فلزی در سال ۱۸۴۱ شد و چندی بعد در سال ۱۸۹۶، خواص پرتوزایی آن نیز توسط هانری بکرل کشف شد. تحقیقات انجام شده توسط اتو هان، لیزه مایتنر، انریکو فرمی و سایرین مانند رابرت اوپنهایمر که در سال ۱۹۳۴ آغاز گردید، منجر به تولید سوخت مورد استفاده در رآکتورهای هسته‌ای و در نهایت بمب هسته‌ای پسر کوچک شد، بمبی که از آن به‌عنوان اولین سلاح هسته‌ای استفاده شده در جنگ یاد می‌شود. در ادامه و در طول جنگ سرد میان ایالات متحده آمریکا و شوروی موجب تولید ده‌ها هزار سلاح هسته‌ای شد که از اورانیوم فلزی و پلوتونیوم-۲۳۹ به‌دست آمده از اورانیوم ساخته شده بودند. پس از فروپاشی اتحاد جماهیر شوروی در سال ۱۹۹۱، ایمنی این سلاح‌های تولیدی و مواد قابل شکافت موجود در آن‌ها، تبدیل به یک معضل ایمنی و سلامت عمومی شد. در همین زمان، توسعه و تولید رآکتورهای هسته‌ای در مقیاس جهانی در حال انجام بوده‌است. امروزه به‌این علت که نیروگاه‌های هسته‌ای منبعی قدرتمند برای تولید انرژی عاری از کربن دی‌اکسید هستند، تقاضا برای ساخت آن‌ها دارای روند روبه رشدی است. در سال ۲۰۱۹، تعداد ۴۴۰ رآکتور هسته‌ای بیش از ۲۵۶۰ تراوات کیلو ساعت (TWh) الکتریسیته عاری از کربن دی‌اکسید تولید کرده‌اند. (مقداری بیشتر از مجموع الکتریسیتهٔ تولیدی توسط نیروگاه‌های بادی و خورشیدی).

## تاریخچه

### بهره‌برداری پیش از کشف
استفاده از ترکیبات اورانیوم، توسط انسان عمری طولانی دارد، به‌طوری که قدمت استفاده از اورانیوم اکسید برای ایجاد رنگ زرد در لعاب سرامیک‌ها  ۷۹ سال قبل از میلاد بازمی‌گردد. شیشه‌های زرد حاوی یک درصد اورانیوم اکسید، توسط آر.تی. گانتر از دانشگاه آکسفورد در یک ویلای مربوط به دوران روم باستان در دماغه پوسیلیپو در خلیج ناپل کشور ایتالیا پیدا شد. از اواخر قرون وسطی، کم‌کم استخراج سنگ معدن اورانیوم از معادن نقره هاسبورگ در یاخیموو واقع در بوهم (در جمهوری چک امروزی)، آغاز و استفاده از آن برای رنگ‌آمیزی در محصولات شیشه‌ای رواج یافت. در اوایل قرن نوزدهم میلادی، تنها معدن شناخته شده اورانیوم در سراسر دنیا، همین معادن بودند.

### کشف

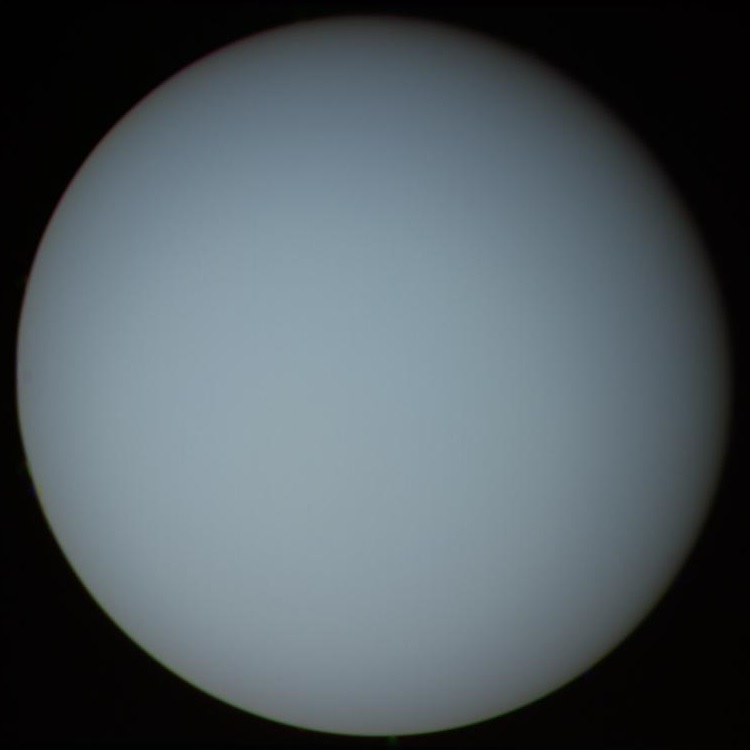
سیارهٔ اورانوس، نام اورانیوم از وی شکل گرفته است.

کشف اورانیوم به شیمی‌دانی آلمانی به‌نام مارتین هاینریش کلاپروت نسبت داده می‌شود. زمانی‌که مشغول کار کردن در آزمایشگاه خود در برلین در سال ۱۷۸۹ بود، او موفق به رسوب‌دادن ترکیبی زرد رنگ (احتمالاً سدیم دیواورانات (Na۲U۲O۷·۶H۲O)) با کمک حل کردن سنگ معدن اورانینیت در اسید نیتریک و سپس خنثی کردن محلول حاصل با کمک سدیم هیدروکسید شد. کلاپروت گمان کرد که این ماده حاصل، اکسید عنصری است که هنوز کشف نشده‌است و از همین رو آن را با کمک زغال حرارت داد تا پودری سیاه رنگ تولید شود که او تصور می‌کرد شکل فلزی عنصر مورد نظر است (در حقیقت، این پودر سیاه رنگ اورانیوم اکسید بود) او نام عنصر تازه کشف شده را به‌خاطر نام سیاره اورانوس (نامی برگرفته از ایزد آسمان در یونان باستان)، که هشت سال قبل توسط ویلیام هرشل کشف شده بود، اورانیوم نامید.
در سال ۱۸۴۱، یوجین-میشل پلیگات، استاد شیمی تجزیه در هنرستان ملی هنر و صنایع دستی در پاریس، نخستین نمونه فلز اورانیوم را باکمک حرارت دادن اورانیوم تتراکلرید با پتاسیم تهیه کرد.
هانری بکرل در سال ۱۸۹۶ خواص پرتوزایی اورانیوم را کشف کرد. بکرل این کشف را در پاریس و زمانی که انجام داد که نمونه‌ای از نمک پتاسیم اورانیل سولفات (K۲UO۲(SO۴)۲) را روی یک صفحه عکاسی نپوشیده در کشوی کارش قرار داده بود و متوجه شد که این موضوع باعث ایجاد حالتی مه‌آلود، برروی صفحه عکاسی شده‌است. او به این نتیجه رسید که نوعی پرتوی نوری نامرئی یا نوعی اشعه که از اورانیوم ساطع شده‌است، عامل ماجرا است.
در طول جنگ جهانی اول، زمانی که دول محور از کمبود مولیبدن برای تولید لوله تفنگ و ابزار فولادی دارای سرعت بالا رنج می‌بردند، از جایگزین آلیاژ فرواورانیوم که از لحاظ فیزیکی دارای خواص مشابه بسیاری است، استفاده کردند. موقعی‌که این کار معروف شد، دولت ایالات متحده از چند دانشگاه برجسته خواست تا در مورد کاربردهای اورانیوم به پژوهش بپردازند. ابزار وسایلی که در نتیجه این پژوهش‌ها تولید شد تا چندین دهه ادامه داشت و تنها در زمان شروع پروژه منهتن و دوران جنگ سرد که نیاز مبرمی به تحقیقات شکافت اتمی و توسعه تسلیحات وجود داشت، خاتمه یافت.

### پژوهش‌های شکافت
در سال ۱۹۳۴، گروهی پژوهشی به سرپرستی انریکو فرمی، مشاهده کرد که بمباران ذرات اورانیوم با نوترون‌ها باعث نشر پرتوهای بتا می‌شود. (الکترون‌ها یا پوزیترون‌ها از عناصر تولید شده، به ذرات بتا رجوع شود) محصولاتی که از این شکافت هسته ای تولید می‌شدند در ابتدا با عناصر جدیدی که قرار بود با عدد اتمی ۹۳ و ۹۴ شناخته شوند، اشتباه گرفته شدند، که در ابتدا، رئیس دانشکده رم، اورسو ماریو کوربینو، آنها را آسونیوم و هسپریوم نام گذاری کرد.
آزمایش‌ها در آزمایشگاه هان در برلین توسط اتو هان و فریتس اشتراسمان باعث کشف قابلیت شکافت اورانیوم به عناصر سبک‌تر و آزاد شدن انرژی بستگی گردید. لیس مایتنر و خواهرزاده اش، فیزیکدان، اوتو رابرت فریش، توضیحی برای دلیل فیزیکی وقوع این پدیده را در فوریه ۱۹۳۹ پیدا کردند و این پدیده را شکافت هسته‌ای نامیدند. کمی بعد فرمی فرضیه ای را ارائه کرد که شکافت اورانیوم می‌تواند باعث تولید مقادیر کافی نوترون جهت انجام واکنش شکافت شود. اثبات این فرضیه کمی بعد در همان سال انجام شد، و تحقیقات نشان دادند که به‌طور متوسط ۲/۵ نوترون از واکنش شکافت ایزوتوپ کمیاب اورانیوم-۲۳۵ آزاد می‌شود. فرمی از آلفرد او. سی نیر درخواست کرد تا ایزوتوپ‌های اورانیوم را، برای پیدا کردن اتم شکاف پذیر جدا کند، در ۲۹ فوریه ۱۹۴۰ نیر ابزاری را که در دانشگاه مینسوتا ساخته بود را برای جداسازی اولین نمونه اورانیوم-۲۳۵، را در آزمایشگاه تات استفاده کرد.
بعد از این که این نمونه برای استفاده در شتاب‌دهنده حلقوی دانشگاه کلمبیا فرستاده شد، جان دانینگ، شکاف پذیر بودن این ماده را در اول مارس همان سال تأیید کرد. با تحقیقات بیشتر، مشخص شد که ایزوتوپ نه چندان کمیاب اورانیوم-۲۳۸ می‌تواند به پلوتونیوم تبدیل بشود و مانند اورانیوم-۲۳۵، می‌تواند توسط نوترون‌هایی با دمای بالا شکافته شود. این یافته‌ها، باعث شدند که چندین کشور در سراسر جهان، تولید انرژی هسته‌ای و سلاح‌های اتمی را آغاز کنند. در ۲ دسامبر ۱۹۴۲، به عنوان بخشی از پروژه منهتن، تیم دیگری به رهبری انریکو فرمی، موفق شد که اولین واکنش زنجیره‌ای هسته‌ای مصنوعی را تحت عنوان شیکاگو پایل-۱ آغاز کند. نقشه اولیه ای که اورانیوم-۲۳۵ غنی شده را به عنوان شروع کننده واکنش استفاده می‌کرد، به دلیل کمیت پایین اورانیوم به‌دست آمده از غنی سازی رها شد. تیمی که در آزمایشگاه استگفیلد دانشگاه شیکاگو کار می‌کرد، موفق شد که شرایط به‌وجود آمدن واکنشی شبیه به این را با کنار هم جمع کردن ۳۶۰ تن گرافیت، ۵۳ تن اورانیوم اکسید و ۵٫۵ تن فلز اورانیوم، که توسط کارخانه ساخت لامپ وستینگ‌هاوس، در پروسه ای موقتی، تهیه شده بود، درست کند.

### تسلیحات هسته‌ای
دو گونه بمب هسته‌ای توسط آمریکا در طول جنگ جهانی دوم ساخته شدند: اولی، یک دستگاه اورانیومی با کد رمز پسر کوچک که ماده شکافت پذیر آن، اورانیوم بسیار غنی شده بود و دومی، یک دستگاه پلوتونیومی (به آزمایش ترینیتی و مرد چاق رجوع شود) که پلوتونیوم آن از اورانیوم-۲۳۸ تهیه شده بود. بمب «پسربچه» که مبنای اورانیومی داشت، اولین سلاح هسته ای استفاده شده در جنگ بود که بر فراز شهر هیروشیما در کشور ژاپن، در ششم اوت ۱۹۴۵ منفجر شد. با نیرویی که تقریباً با ۱۲۵۰۰ تن تی‌ان‌تی برابری می‌کرد و با موج انفجار و حرارتی که تقریباً ۵۰۰۰۰ ساختمان را نابود و ۷۵۰۰۰ نفر را کشت. (به بمباران اتمی هیروشیما و ناگاساکی رجوع شود)

### رآکتورها (واکنشگاه‌ها)
رآکتور گرافیت ایکس-۱۰ در آزمایشگاه ملی اوک ریج در شهر اوک ریج، تنسی که قبلاً به نام کلینتون پایل و پایل ایکس ده شناخته می‌شد، دومین رآکتور مصنوعی اتمی جهان بود (بعد از شیکاگو پایل انریکو فرمی) و اولین رآکتور طراحی و ساخته شده برای بهره‌برداری پیوسته بود. رآکتور مولد آزمایشی آزمایشگاه ملی آرگون شماره یک، که در ایستگاه آزمایش رآکتور ملی کمیسیون انرژی اتمی در نزدیکی آرکو، آیداهو واقع شده‌است؛ اولین رآکتور هسته ای است که موفق به تولید برق در ۲۰ دسامبر ۱۹۵۱ شد. در ابتدا، چهار لامپ ۱۵۰ واتی توسط این رآکتور روشن شدند، در ادامه، بهبودهایی که به بهینگی این رآکتور داده شد توانست کل این مجموعه را برق رسانی کند (بعدها، آرکو اولین شهری شد که تمام انرژی اش را از یک نیروگاه هسته ای بگیرد، برای تولید برق این شهر از رآکتور بوراکس سوم استفاده شد، که توسط آزمایشگاه ملی آرگون طراحی و اداره می‌شد.
اولین رآکتور هسته ای ای که در ابعاد تجاری ساخته شد، اوبنینسک در شوروی بود، که تولید خود را با رآکتور ای ام-۱ را در ۲۷ ژوئن ۱۹۵۴ شروع کرد. از اولین رآکتورهای انرژی هسته ای، همچنین می‌توان به کالدر هال در انگلستان، که تولید خود را در ۱۷ اکتبر ۱۹۵۶، و ایستگاه نیروی اتمی شیپینگپورت در ایالت پنسیلوانیای آمریکا، که در بیست و ششم ماه مه سال ۱۹۵۸ تولید خودش را شروع کرد اشاره کرد.
انرژی اتمی برای اولین بار به عنوان نیروی محرک زیردریایی یواس‌اس ناتیلوس آمریکا در سال ۱۹۵۴ استفاده شد.

### شکافت طبیعی پیشاتاریخ
در سال ۱۹۷۲، فیزیکدان فرانسوی، فرانسیس پرن پانزده رآکتور هسته ای طبیعی باستانی از کار افتاده را در سه نقطه ته نشست فلز در معدن اوکلو در کشور گابن واقع در غرب آفریقا پیدا کرد؛ که این یافته‌ها در مجموع به عنوان رآکتورهای فسیل اوکلو شناخته می‌شوند.
این نقطه ته نشست تقریباً ۱٫۷ میلیارد سال عمر دارد و اورانیوم-۲۳۵ آن تقریباً ۳ درصد اورانیوم موجود در جهان را تشکیل می‌دهد. این مقدار به قدری کافی است که اجازه رخ دادن واکنش زنجیره ای شکافت پایدار را بدهد، اگر شرایط آن فراهم باشد.
ظرفیت رسوب اطراف این ته نشست، که محصولات هسته ای را در خود جای می‌دهد، توسط دولت آمریکا، مدرکی برای امکان نگهداری سوخت هسته ای مصرف شده در انبار ضایعات اتمی کوه یوکا شناخته شد.

### آلودگی و میراث جنگ سرد
آزمایش سلاح‌های هسته‌ای که توسط شوروی و آمریکا در دهه ۱۹۵۰ و اوایل ۱۹۶۰ و توسط فرانسه در دهه‌های ۱۹۷۰ و ۱۹۸۰ صورت گرفت، مقدار زیادی بارش هسته‌ای، ناشی از ایزوتوپ‌های محصول واپاشی را در سراسر جهان پخش کرده‌است. همچنین مقدار زیادی باران و زباله‌های رادیو اکتیو از حوادث اتفاق افتاده در نیروگاه‌ها پخش شد. معدن‌کاوهای اورانیوم، ریسک بیشتری برای ابتلا به سرطان دارند. برای مثال، موارد متعددی از سرطان ریه در معدن‌کاوهای ناواهو ثبت شده‌است و ارتباط این سرطان با شغل آنها تأیید شده‌است. در مصوبه «جبران خسارت در معرض تشعشع قرار گرفتن» سال ۱۹۹۰ آمریکا، از کارگزاران درخواست شد که صد هزار دلار در صورت تشخیص سرطان به معدن‌کاوهای اورانیوم پرداخت شود.
در جنگ سرد میان آمریکا و شوروی، انباشته‌های بزرگی از اورانیوم برای استفاده فشرده شدند و ده‌ها هزار سلاح هسته ای به‌وسیله اورانیوم غنی شده و پلوتونیوم ساخته شده از اورانیوم تولید شده‌اند. از زمان تجزیه شوروی در سال ۱۹۹۱، در روسیه و چندین ایالت مختلف شوروی سابق، ۵۴۰ تن اورانیوم بسیار غنی شده (که برای ساخت چهل هزار کلاهک هسته ای کافی است) در انبارهایی که بعضی از اوقات حتی از محافظت کافی برخوردار نیستند، یافت شده‌است.
پلیس و سازمان‌های امنیت ملی مختلف در آسیا، اروپا و آمریکای جنوبی حداقل شانزده واقعه از ۱۹۹۳ تا ۲۰۰۵ از حمل و نقل اورانیوم و پلوتونیوم قاچاق و قابل استفاده برای بمب پیدا کرده‌اند، که منبع بیشتر آن‌ها کشوری از شوروی سابق بوده‌است. از سال ۱۹۹۳ تا ۲۰۰۵، برنامه محافظت، کنترل و حسابداری ماده در آمریکا، تقریباً ۵۵۰ میلیون دلار به دولت روسیه کمک کرد تا از انبارهای اورانیوم و پلوتونیوم محافظت نشده در این کشور محافظت کند. این پول برای بهبود امنیت در سازمان‌های تحقیق و نگه داری خرج شد. مجله Scientific American در فوریه ۲۰۰۶، گزارش کرد که هنوز برای محافظت از بعضی از این سازمان‌ها، از حصارهای فلزی ای استفاده می‌شود که در وضعیتی هستند که نیاز به تعمیر اساسی دارند. به نقل از یکی از مصاحبه‌ها در این مقاله، یکی از این سازمان‌ها، قبل از پروژه بهبود سازی امنیت، اورانیم غنی شده درجه یک را در گنجه ای برای نگه داری وسایل تمیز کاری نگه داری می‌کرد. یکی دیگر از این سازمان‌ها، برای شمارش و حسابداری مقدار کلاهک‌های هسته ای موجود در این سازمان‌ها، از کاغذهای نوت برداری در یک جعبه کفش استفاده می‌کرد.

## ویژگی‌ها

رویداد شکافت هسته‌ای ناشی از نوترون در اورانیوم-۲۳۵

اورانیوم یک فلز نقره‌ای-سفید و به‌طور ضعیف رادیواکتیو است. این عنصر دارای سختی عناصر (صفحه اطلاعات) برابر با ۶ است، که برای ایجاد خراش روی شیشه کافی بوده و تقریباً معادل با سختی تیتانیم، رودیم، منگنز و نیوبیم است. این عنصر شکل‌پذیری و چکش‌خواری دارد، اندکی پارامغناطیس است، به‌شدت الکترونگاتیوی دارد و رسانایی الکتریکی ضعیفی دارد. فلز اورانیوم دارای چگالی بسیار بالایی برابر با ۱۹٫۱ گرم بر سانتی‌متر۳ است، که از سرب (۱۱٫۳ گرم بر سانتی‌متر۳) چگال‌تر اما اندکی کم‌چگال‌تر از تنگستن و طلا (۱۹٫۳ گرم بر سانتی‌متر۳) است.
فلز اورانیوم تقریباً با تمام عناصر نافلزی (به‌جز گاز نجیبها) و ترکیب شیمیایی آن‌ها واکنش نشان می‌دهد و واکنش‌پذیری آن با افزایش دما افزایش می‌یابد. هیدروکلریک اسید و نیتریک اسید اورانیوم را حل می‌کنند، اما اسیدهای غیراکسیدکننده (به‌جز اسید هیدروکلریک) تنها به‌طور بسیار کند بر آن تأثیر می‌گذارند. هنگامی که به‌صورت پودر ریز باشد، می‌تواند با آب سرد واکنش دهد؛ در هوا، سطح فلز اورانیوم با لایه‌ای تیره از اکسید اورانیوم پوشیده می‌شود. اورانیوم موجود در سنگ معدن از طریق فرآیندهای شیمیایی استخراج شده و به اورانیوم دی‌اکسید یا سایر ترکیبات شیمیایی قابل استفاده در صنعت تبدیل می‌شود.
اورانیوم-۲۳۵ نخستین ایزوتوپی بود که به‌عنوان شکافا شناسایی شد. دیگر ایزوتوپ‌های طبیعی این عنصر شکافت‌پذیر هستند، اما شکافا نیستند. هنگامی که اورانیوم-۲۳۵ با نوترون‌های کند بمباران می‌شود، اغلب به دو هسته اتم کوچک‌تر تقسیم شده و انرژی بستگی هسته‌ای آزاد کرده و نوترون‌های بیشتری تولید می‌کند. اگر تعداد زیادی از این نوترون‌ها توسط دیگر هسته‌های اورانیوم-۲۳۵ جذب شوند، یک واکنش زنجیره‌ای هسته‌ای رخ می‌دهد که می‌تواند منجر به انتشار حرارت شدید یا (در برخی شرایط) انفجار شود. در یک رآکتور هسته‌ای، این واکنش زنجیره‌ای با استفاده از جاذب نوترون کنترل می‌شود که برخی از نوترون‌های آزاد را جذب می‌کند. این مواد جاذب نوترون معمولاً بخشی از میله کنترل رآکتور هستند (برای توضیحات بیشتر دربارهٔ این فرایند، به فیزیک رآکتور هسته‌ای مراجعه کنید).
تنها با ۱۵ پوند (۶٫۸ کیلوگرم) اورانیوم-۲۳۵ می‌توان یک بمب اتمی ساخت. سلاح هسته‌ای منفجر شده بر فراز هیروشیما، با نام پسر کوچک، بر پایه شکافت اورانیوم طراحی شده بود. اما نخستین بمب هسته‌ای (Gadget مورد استفاده در آزمایش ترینیتی) و بمبی که بر فراز ناگاساکی منفجر شد (مرد چاق)، هر دو بمب‌های پلوتونیومی بودند.
فلز اورانیوم دارای سه دگرشکلی (شیمی) است:
- α (دستگاه بلوری راست‌لوزی) پایدار تا ۶۶۸ درجه سلسیوس (۱٬۲۳۴ درجه فارنهایت). راست‌لوزی، گروه فضایی شماره ۶۳، Cmcm، ثابت شبکه‌ها: a = ۲۸۵٫۴ pm, b = ۵۸۷ pm, c = ۴۹۵٫۵ pm.[۲۹]
- β (دستگاه بلوری چهارگوشه) پایدار در محدوده ۶۶۸ تا ۷۷۵ درجه سلسیوس (۱٬۲۳۴ تا ۱٬۴۲۷ درجه فارنهایت). چهارگوشه، گروه فضایی P42/mnm, P42nm یا P4n2، پارامترهای شبکه a = ۵۶۵٫۶ pm, b = c = ۱۰۷۵٫۹ pm.[۲۹]
- γ (دستگاه بلوری مکعبی) پایدار از ۷۷۵ درجه سلسیوس (۱٬۴۲۷ درجه فارنهایت) تا نقطه ذوب—این شکل بیشترین میزان چکش‌خواری و شکل‌پذیری را دارد. مکعبی مرکزدار، پارامتر شبکه a = ۳۵۲٫۴ pm.[۲۹]

## پیدایش
اورانیوم یک عنصر فراوانی طبیعی است که در مقادیر کم در تمام سنگ‌ها، خاک و آب یافت می‌شود. این عنصر بالاترین عدد اتمی را در میان عناصری دارد که به‌طور طبیعی در مقادیر قابل توجه در زمین وجود دارند و تقریباً همیشه با سایر عناصر ترکیب شده است. اورانیوم از نظر فراوانی عنصرهای شیمیایی در پوسته زمین یکی از عناصر موجود در پوسته زمین است. فروپاشی اورانیوم، توریم و پتاسیم-۴۰ در گوشته سیاره‌ای زمین، منبع اصلی گرمایی تلقی می‌شود که باعث حفظ حالت مایع ساختار زمین و تحریک همرفت گوشته می‌شود که به نوبه خود زمین‌ساخت صفحه‌ای را به حرکت درمی‌آورد.
میزان فراوانی عنصرهای شیمیایی در پوسته زمین اورانیوم، بسته به منبع، بین ۲ تا ۴ قسمت در میلیون است، یا حدود ۴۰ برابر فراوان‌تر از نقره است. برآورد می‌شود که پوسته زمین از سطح تا عمق ۲۵ کیلومتری (۱۵ مایلی) حاوی ۱۰۱۷ کیلوگرم (۲‎×۱۰۱۷ پوند) اورانیوم باشد، درحالی‌که اقیانوس‌ها ممکن است ۱۰۱۳ کیلوگرم (۲‎×۱۰۱۳ پوند) از این عنصر را در خود داشته باشند. غلظت اورانیوم در خاک بین ۰٫۷ تا ۱۱ قسمت در میلیون متغیر است (و در خاک زمین‌های کشاورزی به دلیل استفاده از کودهای فسفاته تا ۱۵ قسمت در میلیون می‌رسد)، و غلظت آن در آب دریا ۳ قسمت در میلیارد است.
اورانیوم از آنتیموان، قلع، کادمیم، جیوه یا نقره فراوان‌تر است و تقریباً به اندازه آرسنیک یا مولیبدن یافت می‌شود. اورانیوم در صدها کانی وجود دارد، از جمله اورانینیت (رایج‌ترین کانسنگ اورانیوم)، کارنوتیت، اوتونیت، uranophane، توربرنیت و coffinite. مقادیر قابل توجهی از اورانیوم در برخی مواد مانند رسوبات سنگ‌های فسفاتی و کانی‌هایی مانند زغال قهوه‌ای و ماسه‌های مونازیت در سنگ‌های معدنی غنی از اورانیوم یافت می‌شود (و به‌طور تجاری از منابعی با حداقل ۰٫۱٪ اورانیوم استخراج می‌شود).

### خاستگاه
مانند همه عناصر با جرم اتمی نسبی بالاتر از آهن، اورانیوم نیز به‌طور طبیعی تنها در اثر فرایند تند گیراندازی نوترون (r-process) در ابرنواخترها و ادغام ستارگان نوترونی شکل می‌گیرد. اورانیوم و توریم اولیه تنها در فرایند r تولید می‌شوند، زیرا فرایند کند گیراندازی نوترون (s-process) بسیار کند است و نمی‌تواند از ناپایداری عناصر پس از بیسموت عبور کند.
افزون بر دو ایزوتوپ اولیهٔ موجود اورانیوم، یعنی 235U و 238U، فرایند r مقادیر قابل‌توجهی اورانیوم-۲۳۶ نیز تولید کرده است، اما این ایزوتوپ به دلیل نیمه‌عمر کوتاه‌ترش یک رادیونوکلئید منقرض‌شده است و مدت‌ها پیش کاملاً به 232Th فروپاشیده است. همچنین، اورانیوم-۲۳۶ بیشتری از طریق واپاشی 244Pu شکل گرفته است، که توضیح‌دهندهٔ مقدار بیشتر از حد انتظار توریم و مقدار کمتر از حد انتظار اورانیوم در طبیعت است.
درحالی‌که فراوانی طبیعی اورانیوم با واپاشی 242Pu (با نیمه‌عمر ۳۷۵٬۰۰۰ سال) و 247Cm (با نیمه‌عمر ۱۶ میلیون سال) تا حدودی افزایش یافته و منجر به تولید 238U و 235U شده است، این اثر بسیار ناچیز بوده است، زیرا نیمه‌عمر والدین این ایزوتوپ‌ها کوتاه‌تر و میزان تولید آن‌ها کمتر از 236U و 244Pu بوده است، که والدین توریم محسوب می‌شوند. نسبت 247Cm/235U در زمان شکل‌گیری منظومهٔ شمسی برابر با (۷٫۰±۱٫۶)×۱۰−۵ بوده است.

### زیستی و غیرزیستی

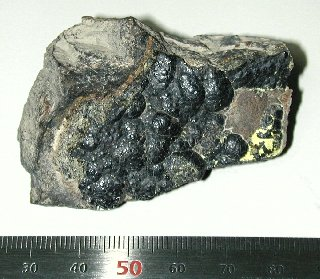
اورانینیت، که با نام پیچبلند نیز شناخته می‌شود، رایج‌ترین کانی استخراج اورانیوم است.

تکامل جریان هسته پرتوزای زمین در طول زمان: سهم U با رنگ قرمز و سهم U با رنگ سبز نشان داده شده است.

برخی از باکتری‌ها، مانند Shewanella putrefaciens, Geobacter metallireducens و برخی سویه‌های Burkholderia fungorum، قادرند از اورانیوم برای رشد خود استفاده کرده و آن را از حالت U(VI) به U(IV) تبدیل کنند.
تحقیقات اخیر نشان می‌دهد که این مسیر شامل کاهش U(VI) محلول از طریق یک حالت حدواسط پنج‌ظرفیتی U(V) است.
برخی موجودات دیگر، مانند گلسنگ Trapelia involuta یا میکروبهایی مانند باکتری سیتروباکتر، می‌توانند اورانیوم را تا ۳۰۰ برابر غلظت محیط اطراف خود جذب کنند. گونه‌های Citrobacter هنگام دریافت گلیسرول فسفات (یا سایر ترکیبات فسفاتی آلی مشابه)، یون‌های اورانیل را جذب می‌کنند. پس از یک روز، یک گرم از این باکتری‌ها می‌تواند خود را با نه گرم کریستال‌های اورانیل فسفات بپوشاند؛ این ویژگی می‌تواند به کاربرد این موجودات در زیست‌پالایی آب‌های آلوده به اورانیوم در آلایش هسته‌ای منجر شود.
باکتری پروتئوباکتریوم Geobacter نیز توانایی زیست‌پالایی اورانیوم در آب‌های زیرزمینی را دارد. همچنین، قارچ مایکوریزا Glomus intraradices می‌تواند میزان اورانیوم موجود در ریشه‌های گیاه همزیست خود را افزایش دهد.
در طبیعت، اورانیوم(VI) در pH قلیایی، کمپلکس‌های کربناته‌ای بسیار محلول تشکیل می‌دهد. این امر موجب افزایش تحرک و در دسترس بودن اورانیوم در آب‌های زیرزمینی و خاک، به‌ویژه در مناطق آلوده به ضایعات هسته‌ای، می‌شود که خطرات بهداشتی در پی دارد. با این حال، رسوب‌دهی اورانیوم به‌صورت فسفات در حضور کربنات اضافی در pH قلیایی دشوار است. یک گونه از باکتری Sphingomonas، موسوم به BSAR-1، آنزیم آلکالین فسفاتاز (PhoK) با فعالیت بالا را تولید می‌کند که برای رسوب زیستی اورانیوم به‌صورت گونه‌های اورانیل فسفات از محلول‌های قلیایی به کار گرفته شده است. توانایی این فرایند با بیان بیش‌ازحد پروتئین PhoK در اشریشیا کلی افزایش یافته است.
گیاهان مقداری اورانیوم را از خاک جذب می‌کنند. غلظت وزنی خشک اورانیوم در گیاهان بین ۵ تا ۶۰ قسمت در میلیارد متغیر است، در حالی که خاکستر چوب سوخته می‌تواند تا ۴ قسمت در میلیون اورانیوم داشته باشد. مقدار اورانیوم در خوراک گیاهی معمولاً کمتر است، به‌طوری که افراد روزانه تنها یک تا دو میکروگرم اورانیوم را از طریق غذا دریافت می‌کنند.

### تولید و استخراج
تولید جهانی اورانیوم در سال ۲۰۲۱ برابر با ۴۸٬۳۳۲ تن (یکا) بود که از این میزان، ۲۱٬۸۱۹ تن (۴۵٪) در قزاقستان استخراج شد. دیگر کشورهای مهم در استخراج اورانیوم عبارت‌اند از نامیبیا (۵٬۷۵۳ تن)، کانادا (۴٬۶۹۳ تن)، استرالیا (۴٬۱۹۲ تن)، ازبکستان (۳٬۵۰۰ تن) و روسیه (۲٬۶۳۵ تن).
سنگ معدن اورانیوم به چند روش استخراج می‌شود: استخراج روباز، استخراج زیرزمینی، استخراج درجا و استخراج چاه‌محور. سنگ معدن اورانیوم کم‌عیار معمولاً حاوی ۰٫۰۱ تا ۰٫۲۵٪ اکسیدهای اورانیوم است و استخراج فلز از این سنگ‌ها نیازمند اقدامات گسترده‌ای است. سنگ‌های پرعیاری که در نهشته‌های حوضه آتاباسکا در ساسکاچوان، کانادا یافت می‌شوند، به‌طور میانگین تا ۲۳٪ اکسیدهای اورانیوم دارند.
برای استخراج، سنگ معدن اورانیوم ابتدا خرد شده و به پودر ریز تبدیل می‌شود، سپس با استفاده از اسید یا قلیا شسته می‌شود. شیرآبه حاصل تحت فرآیندهایی نظیر رسوب‌گیری، استخراج با حلال و تبادل یونی قرار می‌گیرد. محصول نهایی که کیک زرد نام دارد، حداقل ۷۵٪ اکسیدهای اورانیوم (U3O۸) را دربردارد. کیک زرد سپس طی فرایند تکلیس برای حذف ناخالصی‌ها پیش از پالایش و تبدیل پردازش می‌شود.
اورانیوم با درجه تجاری را می‌توان از طریق اکسایش-کاهش هالیدهای اورانیوم با فلزهای قلیایی یا فلزهای قلیایی خاکی تولید کرد. همچنین، اورانیوم فلزی را می‌توان از طریق برق‌کافت KUF
5 یا اورانیوم تترافلورید که در کلسیم کلرید (CaCl
2) و سدیم کلرید (سدیمCl) مذاب حل شده است، به دست آورد. اورانیوم بسیار خالص از طریق گرماکافت هالیدهای اورانیوم بر روی یک رشته داغ تولید می‌شود.

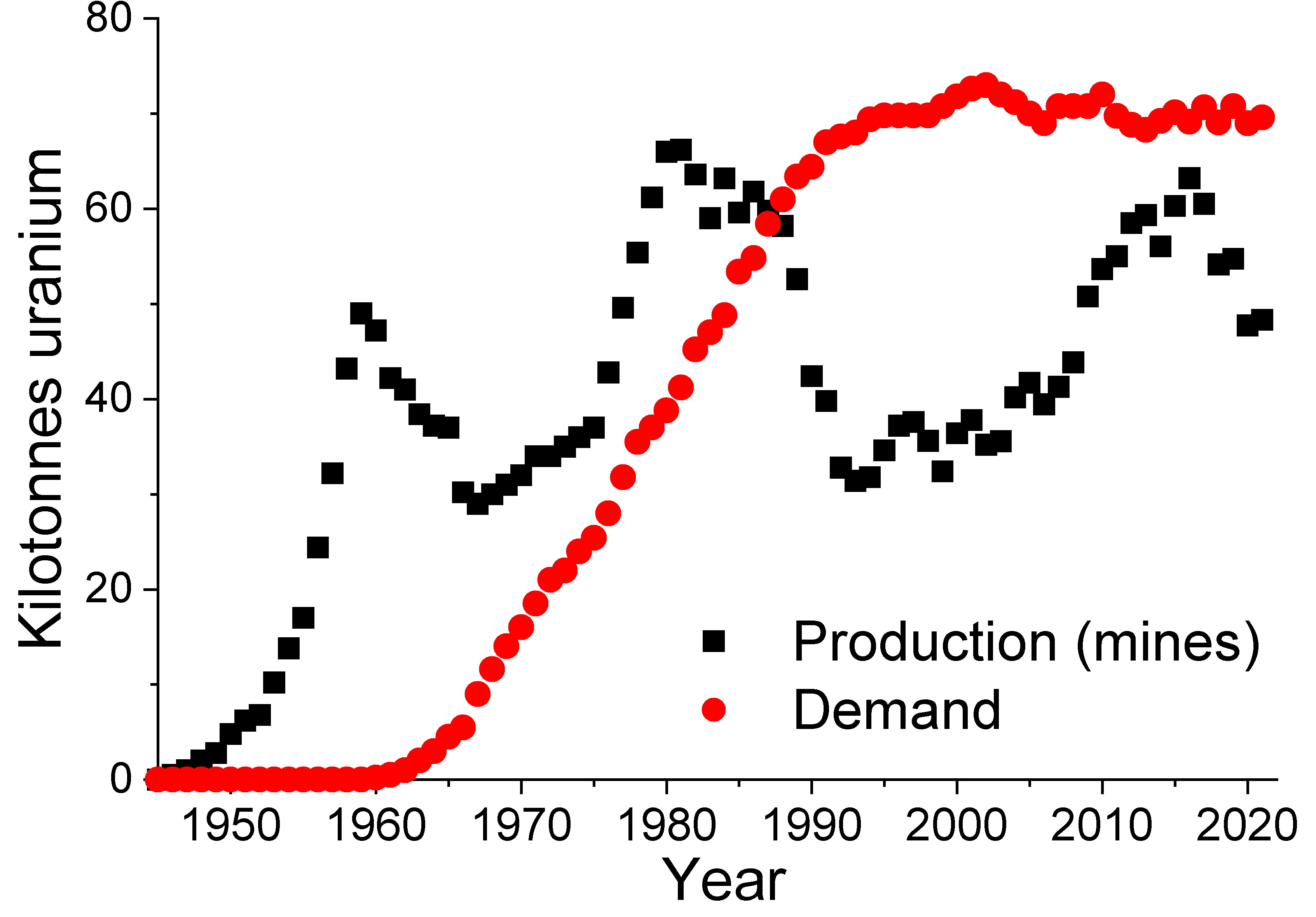
تولید جهانی اورانیوم (معادن) و میزان تقاضا
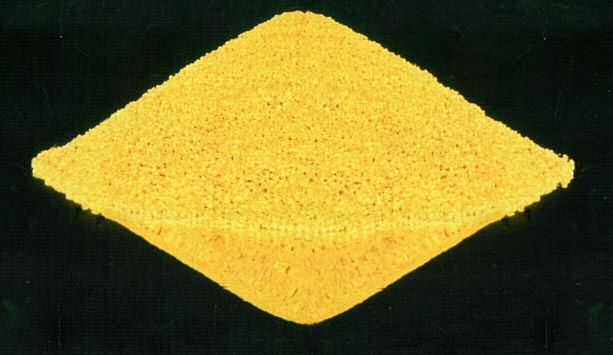
کیک زرد ترکیبی غلیظ از اکسیدهای اورانیوم است که برای استخراج اورانیوم خالص، بیشتر پالایش می‌شود.
تولید اورانیوم در سال ۲۰۱۵، بر حسب تن[۵۵]

### منابع و ذخایر

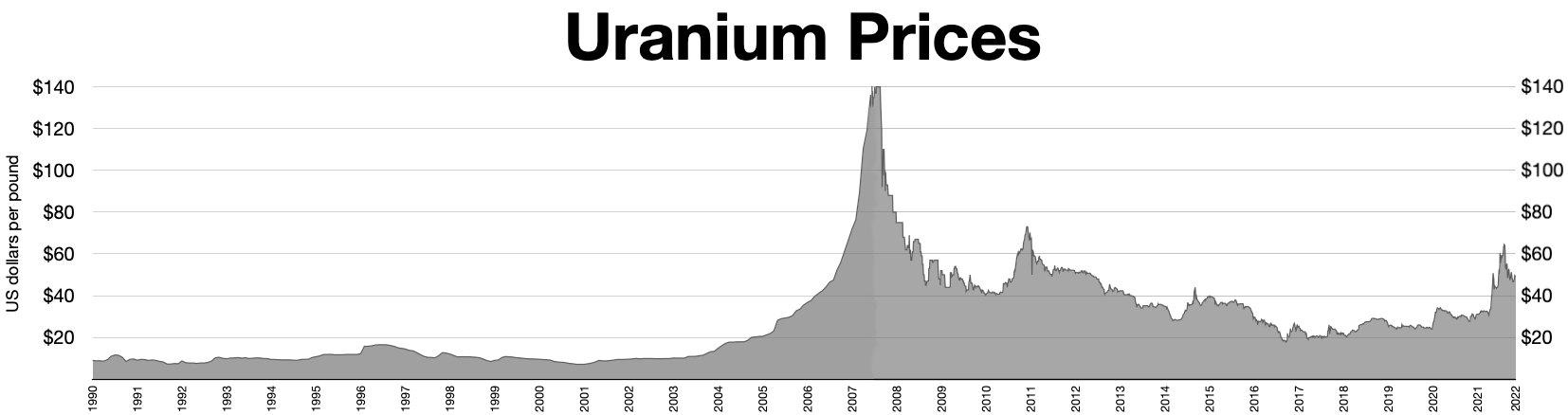
قیمت اورانیوم ۱۹۹۰–۲۰۲۲.

### بازار

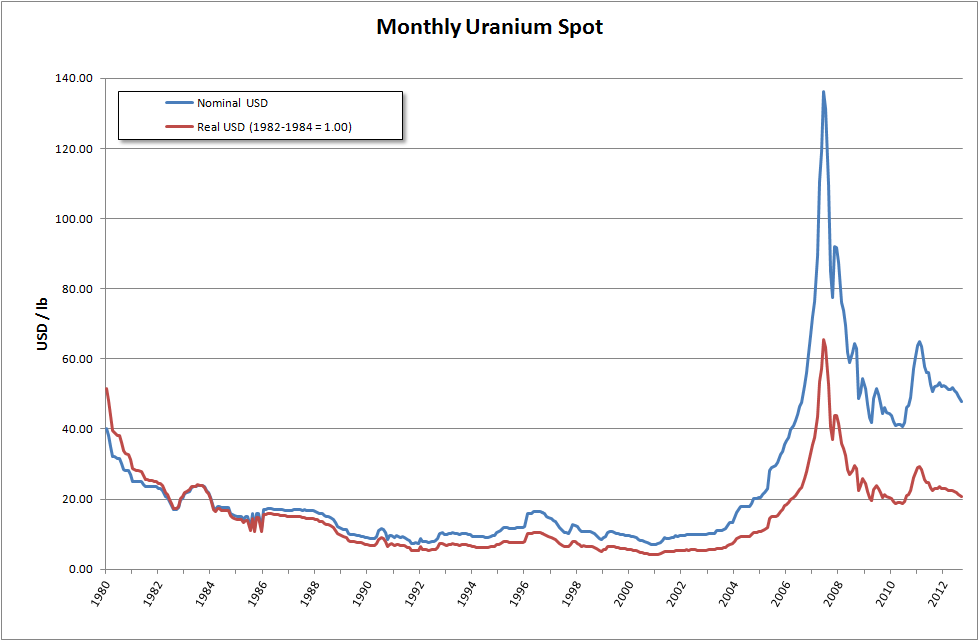
قیمت ماهانۀ اورانیوم در دلار آمریکا به ازای هر پوند. اوج قیمت در ۲۰۰۷ به وضوح قابل مشاهده است.

### تولید

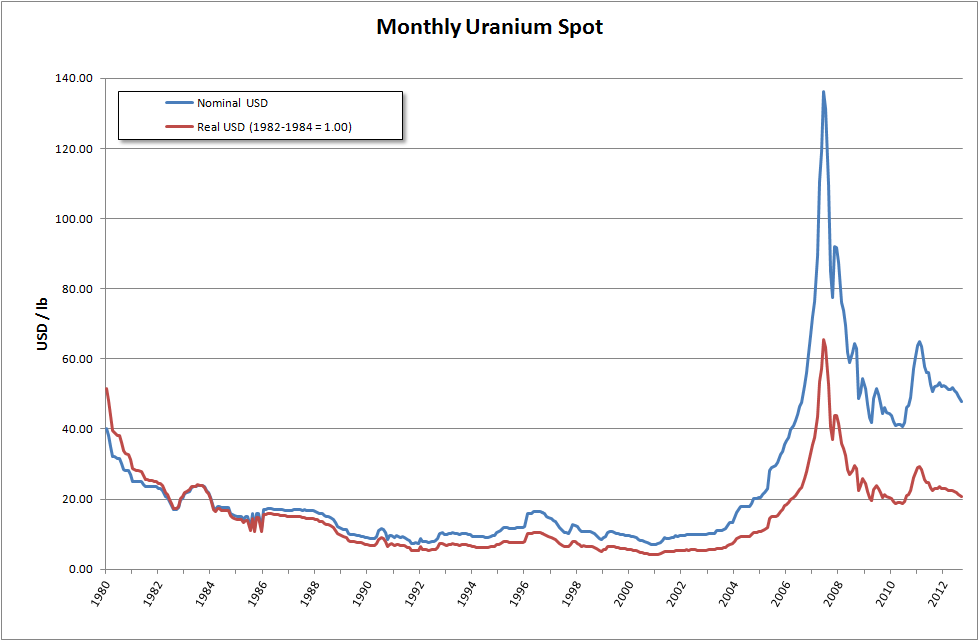
نمودار قیمت بر اساس دلار به ازای هر پاوند اورانیوم.

## ترکیب‌ها

واکنش‌های فلز اورانیوم

#### شیمی آبی

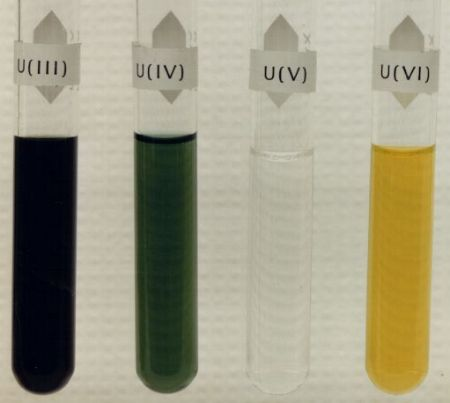
اورانیوم در حالات اکسیداسیون III, IV, V، VI

### هالیدها

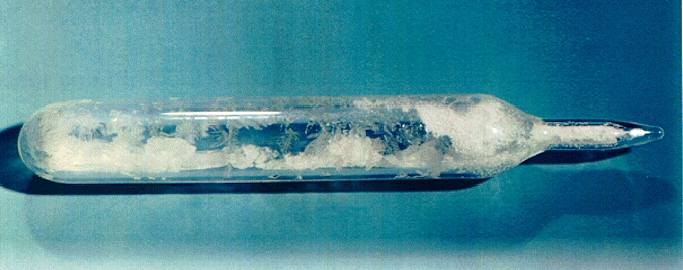
هگزافلوراید اورانیوم ماده اولیه‌ای است که برای جدا کردن اورانیوم-۲۳۵ از اورانیوم طبیعی استفاده می‌شود.

## ایزوتوپ‌ها

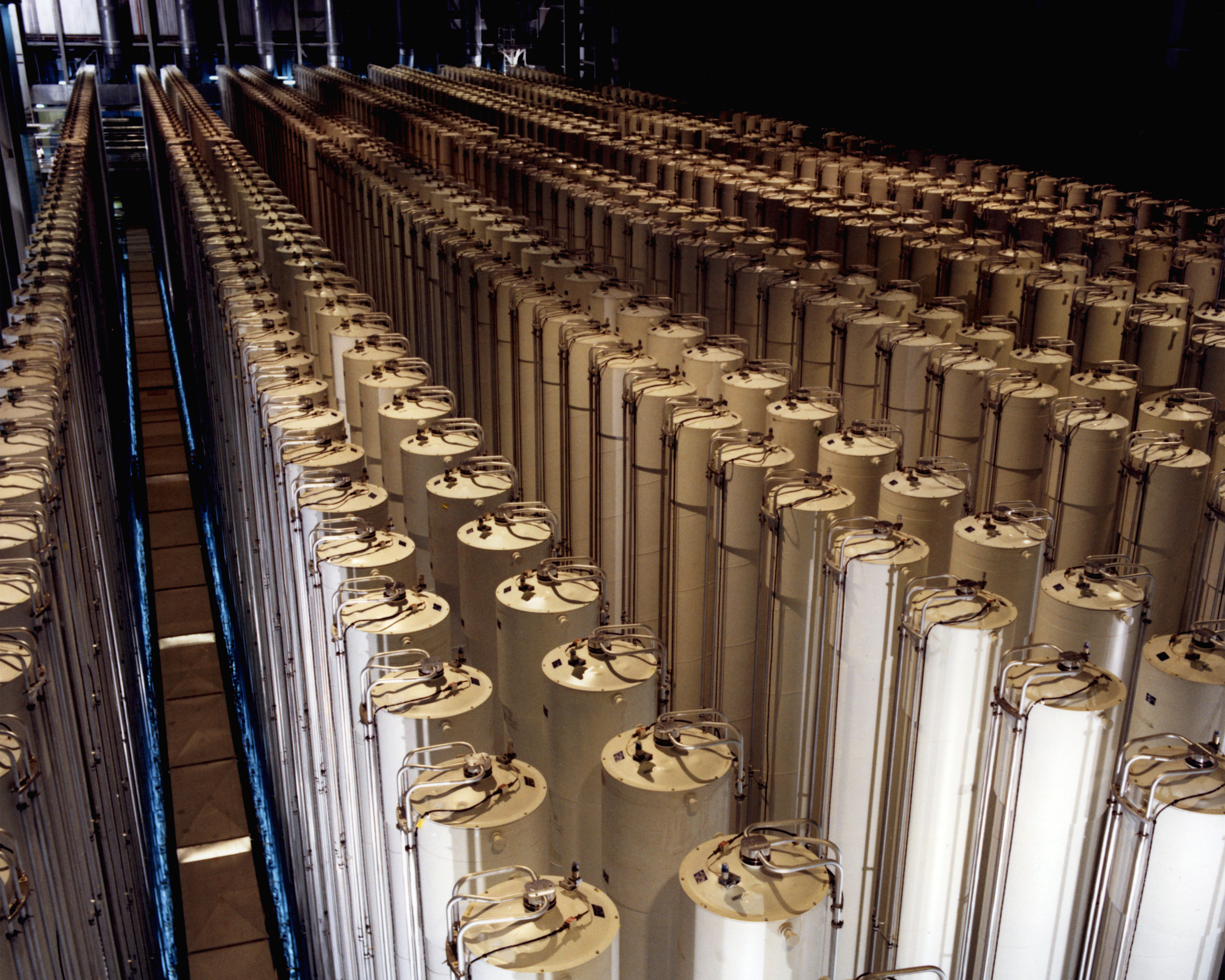
سانترافیوژ های غنی سازی اورانیوم

## کاربردها

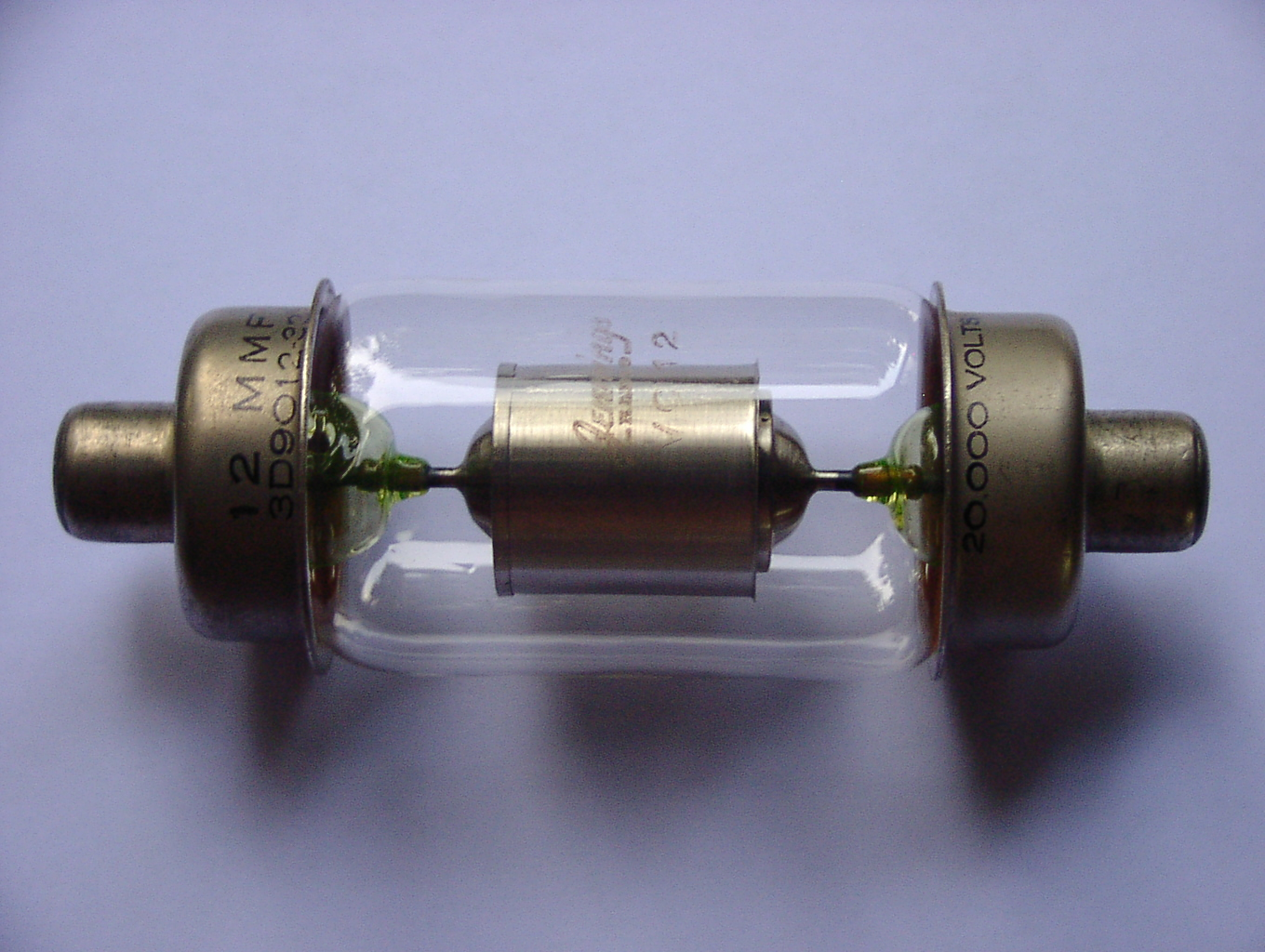
اورانیوم